# Kailash Purryag
Rajkeswur Purryag (còn được gọi Kailash Purryag) là chính trị gia Mauritius. Ông được bầu làm tổng thống thứ năm của Mauritius, nhậm chức vào ngày 21 tháng 7 năm 2012 và trở thành người kế nhiệm của tổng thống Anerood Jugnauth, người 9 năm giữ chức vụ tổng thống, kể từ năm 2003 cho đến khi từ chức vào tháng 3 năm 2012. Rajkeswur Purryag là người đứng đầu nhà nước và là tổng tư lệnh của các lực vượng vũ trang tại Mauritius.